# USS Albany (CA-123)
USS Albany (CA-123) – amerykański ciężki krążownik typu Oregon City. Tego typu krążowniki były ulepszonymi wersjami krążowników typu Baltimore. Okręt został zwodowany w stoczni Fore River należącej do koncernu Bethlehem Steel Co. w Quincy w stanie Massachusetts. Matką chrzestną jednostki była Elizabeth F. Pinckney. Pierwszym dowódcą został kapitan Harold A. Carlisle. W 1958 roku podjęto decyzję o przebudowie okrętu na krążownik rakietowy USS Albany (CG-10), który dał początek serii trzech krążowników typu Albany.

## Służba
Po przekazaniu do służby w US Navy podczas uroczystości w Bostonie krążownik odbył rejsy na wodach w pobliżu zatoki Casco (stan Maine) w celu zgrania załogi. Następnie został przydzielony do II floty (2nd Fleet), w ramach której odbywał rejsy szkoleniowe wzdłuż wschodniego wybrzeża Stanów Zjednoczonych. We wrześniu 1948 roku krążownik wyruszył w rejs na Morze Śródziemne, gdzie wszedł w skład VI floty (6th Fleet). Wraz z VI flotą Albany odbył 5 tur operacyjnych, które przeplatały się z rejsami szkoleniowymi wzdłuż wschodniego wybrzeża Stanów Zjednoczonych i kurtuazyjnymi wizytami w portach Ameryki Południowej. 30 czerwca 1958 roku zapadła decyzja o wycofaniu okrętu do stoczni w celu przebudowy jednostki na krążownik rakietowy.